# Isola di Bell
L'isola di Bell (in russo Остров Белл, ostrov Bell) è un'isola russa che fa parte dell'arcipelago della Terra di Francesco Giuseppe, nell'Oceano Artico. Amministrativamente fa parte dell'oblast' di Arcangelo.

## Geografia
L'isola di Bell si trova nella parte occidentale dell'arcipelago; ha una superficie di 191 km²; il suo punto più alto, nella zona meridionale, raggiunge i 343 m s.l.m. A nord-est, il canale di Air (пролив Эйры) la separa dall'isola di Mabel, mentre a nord-ovest oltre il canale Nightingale si trova la Terra del Principe Giorgio.
La sua parte settentrionale è un lungo promontorio a forma di ferro di cavallo che dà luogo alla baia di Nielsen (бухта Нильсена), sul promontorio si trova un piccolo lago.

## Storia
Per come appare da lontano con la sua montagna, l'isola sembra una campana gigante, così apparve allo scopritore dell'isola, Benjamin Leigh Smith, che la chiamò Bell (campana in inglese). Sul promontorio dell'isola si trova la Eira lodge, intitolata alla memoria della nave britannica Eira, di B. Leigh Smith, che si schiantò sui ghiacci e con i resti della quale l'equipaggio costruì la capanna (1881).

## Isole adiacenti
- Isola di Mabel (Остров Мейбел, ostrov Mejbel), 0,5 km a nord-est.